# Serenomyces mauritiae
Serenomyces mauritiae är en svampart som först beskrevs av Jean François Montagne, och fick sitt nu gällande namn av K.D. Hyde & P.F. Cannon 1999. Serenomyces mauritiae ingår i släktet Serenomyces och familjen Phaeochoraceae.   Inga underarter finns listade i Catalogue of Life.